# Confessions d'un mangeur d'opium anglais
Confessions d’un mangeur d’opium anglais est un récit autobiographique écrit par Thomas de Quincey à propos du laudanum (mélange d’alcool et d’opium) et de son influence sur sa vie. D’abord publié de façon anonyme entre septembre et octobre 1821 dans le London Magazine, les Confessions seront éditées en 1822, puis ré-éditées en 1856 après que de Quincey y eut apporté des modifications.

## Structure
Dans l’édition originale, le récit était divisé en deux parties :
- La première commence avec un avis au lecteur (« to the reader »), qui établit le cadre narratif : « Je te présente ici, lecteur courtois, le récit d’une partie étonnante de ma vie[2]... », suivi du corps de la Première partie :
  - Les Confessions Préliminaires, qui sont dédiées à l’enfance et à la jeunesse de l’auteur, et centrées sur les facteurs psychologiques et émotionnels qui sous-tendent ses futures expériences de consommation de drogue (notamment la fin de son adolescence, quand il partit vivre comme sans-abri à Oxford Street à Londres en 1802 et 1803).
- La seconde partie se subdivise en plusieurs sous-parties :
  - Une introduction relativement brève qui fait le lien avec
  - Les plaisirs de l’opium (« The Pleasures of Opium »), où il examine ses débuts avec la drogue et la phase « positive », de 1804 à 1812 ;
  - Introduction aux souffrances de l’opium (« Introduction to the Pains of Opium »), qui décrit la jeunesse de De Quincey jusqu’à l’âge adulte puis
  - Les souffrances de l’opium (« The Pains of Opium »), qui retranscrit la partie la plus dure de l’expérience qu’a l’auteur de la consommation d’opium : insomnie, cauchemars, visions horrifiantes, symptômes physiques.
- Un autre « avis au lecteur » tente enfin de clarifier la chronologie globale de l’œuvre.

Bien que de Quincey ait été par la suite critiqué pour s’être trop attardé sur le plaisir procuré par l’opium et pas assez sur les aspects négatifs de l’addiction, la partie intitulée Les Souffrances de l’opium est en réalité bien plus longue que la partie sur les plaisirs. Cependant, même lorsqu’il essaye de communiquer les vérités les plus sombres, les propos de De Quincey peuvent être empreints de la séduction convaincante de l’expérience de l’opium procure :
The sense of space, and in the end, the sense of time, were both powerfully affected. Buildings, landscapes, &c. were exhibited in proportions so vast as the bodily eye is not fitted to conceive. Space swelled, and was amplified to an extent of unutterable infinity. This, however, did not disturb me so much as the vast expansion of time; I sometimes seemed to have lived for 70 or 100 years in one night; nay, sometimes had feelings representative of a millennium passed in that time, or, however, of a duration far beyond the limits of any human experience.

## Postérité
En 1828, Alfred de Musset en publie une traduction française peu fidèle sous le nom de L'Anglais mangeur d'opium.
Une traduction partielle de ce texte en français a été faite par Charles Baudelaire, qui en a rédigé un commentaire constituant la seconde partie des Paradis artificiels, intitulée Un mangeur d'opium.
Le compositeur portugais Luís de Freitas Branco (1890-1955) s'en est inspiré pour la partition de ses Paradis artificiels, considérée comme l'un de ses chefs-d'œuvre.
Un roman de science-fiction a reçu un titre ressemblant : Confessions d'un automate mangeur d'opium.
Le groupe de Oi! français Paris Violence rend hommage à l'ouvrage dans sa chanson Confessions d'un opiomane, qui figure sur l'album En attendant l'Apocalypse paru en 2003.